# Willi Urbanek
Willi Urbanek (* vor 1961) ist ein deutscher Drehbuchautor und Regisseur.
Urbanek fing als Regieassistent bei den sogenannten „Das Stacheltier“-Produktionen der DEFA an, einer mehrere hundert Titel umfassenden satirischen Kurzfilmreihe, ehe er ab den 1960er Jahren auch selbst Regie führen durfte. So schrieb er zusammen mit Klaus Rümmler das Drehbuch für die „erste offizielle Fernsehserie der DDR“, Rote Bergsteiger, die er dann auch als Regisseur verfilmte. Später arbeitete Urbanek vorwiegend im DEFA-Studio für Dokumentarfilme.
Mit der Wiedervereinigung wurde es um seine Person etwas ruhiger, obwohl er immer noch als Regisseur für Fernsehproduktionen und Fernsehdokumentationen tätig ist.

## Filmografie
- 1961: Was für ein Tag
- 1967: Rote Bergsteiger (Fernsehserie)
- 1989: Mahnung für alle Zeiten (Dokumentarfilm)
- 2003: Operation Skorpion: Stasi-Mordbefehl gegen den Staatsfeind Nr. 1 (Dokumentarfilm)
- 2003: Mord auf Burg Gnandstein (Fernsehfilm)